# Шакович, Йожеф
Йожеф Шакович (венг. József Sákovics, 26 июля 1927 года — 2 января 2009 года, Будапешт) — венгерский фехтовальщик на шпагах и рапирах. Трёхкратный призёр Олимпийских игр (1952, 1956), а также участник Олимпийских игр 1960 года. Двукратный чемпион мира (1953 — индивидуальная шпага, 1959 — командная шпага). 11-кратный чемпион Венгрии (1947, 1949, 1950, 1954, 1955, 1957, 1958, 1959, 1960).

## Биография и карьера
Первый титул Йожеф завоевал в 1947 году, победив на чемпионате Венгрии.
Йожеф был женат на фехтовальщице Лидии Дёмёльки. После Олимпиады 1956 года они переехали жить в США, но в 1957 году пара вернулась в Венгрию. В 1951—1962 годах Шакович выступал за сборную 75 раз. Окончил колледж иностранных языков и колледж физической культуры.
После окончания спортивной карьеры Йожеф работал тренером сборной Венгрии по фехтованию (1963—1968, 1979—1980), сборной Испании (1970—1972), а также клубов «Orvosegyetemi Sport Club» (1974—1986) и «Budapest Sport Egyesület» (1987). В 1996 году он вместе с женой провёл год в США в качестве приглашенных тренеров в Гарвардской сборной по фехтованию.
Награждён бронзовой (1949) и золотой (1953) спортивной медалью Венгерской Республики, удостоен званий выдающегося (1951) и достойного (1954) спортсмена Венгерской Республики.
Умер 2 января 2009 года в Будапеште. В 2014 году один из этапов Кубка мира по фехтованию был назван в память о нём.
Сестра-близнец Илона (род. 1927) — серебряный призёр чемпионата мира 1951 года в командной рапире.

## Основные результаты
| Год  | Соревнования     | Место проведения        | Дисциплина       | Место |
| ---- | ---------------- | ----------------------- | ---------------- | ----- |
| 1952 | Олимпийские игры | Хельсинки, Финляндия    | командная рапира | 3     |
| 1952 | Олимпийские игры | Хельсинки, Финляндия    | шпага            | 5     |
| 1952 | Олимпийские игры | Хельсинки, Финляндия    | командная шпага  | 5     |
| 1953 | Чемпионат мира   | Брюссель, Бельгия       | шпага            | 1     |
| 1953 | Чемпионат мира   | Брюссель, Бельгия       | командная рапира | 3     |
| 1955 | Чемпионат мира   | Рим, Италия             | командная шпага  | 3     |
| 1956 | Олимпийские игры | Мельбурн, Австралия     | командная рапира | 3     |
| 1956 | Олимпийские игры | Мельбурн, Австралия     | шпага            | 8 (q) |
| 1956 | Олимпийские игры | Мельбурн, Австралия     | командная шпага  | 2     |
| 1959 | Чемпионат мира   | Будапешт, Венгрия       | командная шпага  | 1     |
| 1960 | Олимпийские игры | Рим, Италия             | командная рапира | 4     |
| 1960 | Олимпийские игры | Рим, Италия             | шпага            | 4     |
| 1960 | Олимпийские игры | Рим, Италия             | командная шпага  | 4     |
| 1962 | Чемпионат мира   | Буэнос-Айрес, Аргентина | командная рапира | 2     |